# 岑晊
岑晊（2世纪—2世纪），字公孝，南阳棘阳人。父岑豫，为南郡太守，因贪被诛。岑晊年少未知名，拜访同郡宗慈，宗慈刚被征为有道，宾客满门，以岑晊非良家子，不肯见。岑晊留其门下数日，晚间才被引入。宗慈与他说话，大奇之，于是带他一同去洛阳，他得以在太学受业。
岑晊有高才，郭泰、朱穆等皆为友，李膺、王畅称其有干国器，虽在闾里，慨然有董正天下之志。大约延熹九年（166年）六月，太守成瑨下车，欲振威严，闻岑晊高名，请为功曹，又以张牧为中贼曹吏。成瑨委心岑晊、张牧，褒善纠违，肃清朝府。南阳郡歌谣称“南阳太守岑公孝，弘农成瑨但坐啸”。宛县有富商张汎，是汉桓帝美人外亲，善巧雕镂玩好之物，因赂遗中官得显位，横行霸道。岑晊与张牧劝成瑨收捕张汎等，既而遇赦，成瑨还是诛杀了张汎，并收捕其宗族宾客，杀二百余人，后来才上奏。于是中常侍侯览指使张汎妻上书讼冤。桓帝大震怒，将成瑨下狱，成瑨死于狱中。岑晊与张牧逃匿齐鲁之间，亲友多藏匿他，只有新息长贾彪认为他是自取其祸，闭门不纳，众人服其正。后岑晊遇赦而出，得州郡察举、三府交辟，都不就。后来第二次党锢之祸起，李膺、杜密被诛，岑晊又逃亡，在江夏山中去世。
岑晊与张俭、刘表、陈翔、孔昱、苑康、檀敷、翟超并称为“八及”，“及”意即能引导他人追随众人所宗仰的贤人。与刘表、陈翔、范滂、孔昱、苑康、檀敷、张俭并称八友。岑晊和汉末名士王俊交好。

## 延伸阅读
[在维基数据编辑]
 《後漢書/卷67》，出自范晔《後漢書》